# THE JSB LEGACY
『THE JSB LEGACY』（ザ ジェイエスビー レガシー）は、三代目 J Soul Brothers from EXILE TRIBEの通算6枚目のオリジナル・アルバムである。2016年3月30日にrhythm zoneから発売された。

## 概要
- 前作『PLANET SEVEN』から約1年3か月ぶりのオリジナル・アルバムである。
- CD+2DVD、CD+2Blu-ray、CD+DVD、CD+Blu-ray、CDのみの全5形態でのリリース。CD・DVD・Blu-rayは同じ内容。全40ページのフォトブック付き。初回生産限定盤の「CD+2DVD」、「CD+2Blu-ray」は、箔押し三方背ケース、箔押しデジパック仕様となっている。
- CDには、「Summer Madness」や「Unfair World」などのシングル収録曲5曲、江崎グリコ「ポッキー」CMソングで配信限定シングルの「Share The Love」、新曲5曲を含む全13曲を収録。
- DVD及びBlu-rayには、シングル表題曲と新曲のミュージック・ビデオ、「a-nation stadium fes.2015」のLIVE映像（2DVD/2Blu-rayのみ）を収録。
- 第31回日本ゴールドディスク大賞でベスト5アルバムを受賞[3]。

## チャート成績
- 2016年6月24日発表の「オリコン2016年上半期ランキング」で1位を獲得。上半期1位は前年の『PLANET SEVEN』に続いて2年連続2度目[4]。
- 12月24日発表の「第49回オリコン年間ランキング2016」のアルバム部門作品別売上枚数ランキングで2位を記録[5]。

## 収録曲

### CD

#### DISC-1
1. Feel So Alive (4:18)[2]
作詞：michico, CRAZYBOY、作曲：T.Kura, michico, CRAZYBOY、編曲：T.Kura
  - 今作のリードトラック。アパマンショップ・エースコック「スーパーカップ」・洋服の青山 CMソング。ELLYが「CRAZYBOY」としてラッパーで初参加。
  - ベストアルバム「THE JSB WORLD」にも収録されている。
2. STORM RIDERS feat.SLASH (3:17)[2]
作詞：TAKANORI (LL BROTHERS), ALLY、作曲：ZETTON, SHIKATA, CHRIS HOPE
  - 17thシングル表題曲。
3. Summer Madness feat. Afrojack (4:37)[2]
作詞：STY、作曲: Afrojack, STY
  - 18thシングル表題曲。ANA「旅割」CMソング。「第66回NHK紅白歌合戦」歌唱楽曲。「第48回日本有線大賞」大賞。
4. Share The Love (4:18)[2]
作詞：HIRO (Digz inc.)、作曲：HIRO, Dirty Orange
  - THE Sharehappi from 三代目 J Soul Brothers from EXILE TRIBEの配信限定シングル。登坂広臣のソロ曲。江崎グリコ「ポッキー」CMソング。
  - ベストアルバム「THE JSB WORLD」にも収録されている。
5. BREAK OF DAWN (3:48)[2]
作詞：Amon Hayashi for Digz, Inc. Group、作曲：CHRIS HOPE, COMMAND FREAKS, J.PRAIZE
  - ワーナー・ブラザース映画配給映画「テラフォーマーズ」主題歌。
6. Unfair World (5:24)[2]
作詞：小竹正人、作曲・編曲：Mitsu.J for Digz, Inc. Group
  - 19thシングル表題曲。東宝配給映画「アンフェア the end」主題歌。
7. Dream Girl (3:46)
作詞：TAKANORI(LL BROTHERS), ALLY、作曲：T-SK, MoonChild, SIRIUS, BIG-F
8. Over & Over (3:50)
作詞：Masaya Wada、作曲：T-SK, SIRIUS, MoonChild
  - 今市隆二のソロ曲。
9. Beautiful Life (3:32)
作詞：Hiroomi Tosaka, Kouta Okochi、作曲：FAST LANE, ERIK LIDBOM
10. starting over (4:22)[2]
作詞：小竹正人、作曲：FAST LANE, MATS LIE SKARE, 220, BCHO
  - 16thシングル表題曲。
11. J.S.B. DREAM (4:57)[2]
作詞・作曲：STY
  - 17thシングルカップリング曲。
12. Born in the EXILE (5:20)
作詞：RYUJI IMAICHI, HIROOMI TOSAKA、作曲：T-SK, MoonChild
  - 東宝映像事業部配給映画「Born in the EXILE 〜三代目J Soul Brothersの奇跡〜」主題歌。
  - ベストアルバム「THE JSB WORLD」にも収録されている。
13. 銀河鉄道999（三代目 J Soul Brothers Ver.） (4:44) [Bonus Track] 
作詞：Yoko Narahashi, Keisuke Yamakawa、作曲：Yukihide Takekawa、編曲：Maozon for Digz, Inc. Group
  - ゴダイゴのカバー。

### DVD/Blu-ray

#### DISC-2
[Music Video]
1. Feel So Alive [4:07]
2. STORM RIDERS feat. SLASH [3:12]
3. Summer Madness feat. Afrojack [4:30]
4. Unfair World [5:14]
5. J.S.B. DREAM [4:51]
6. starting over [4:15]
7. Born in the EXILE [5:05]

[Document]
1. Feel So Alive
2. STORM RIDERS feat. SLASH
3. Summer Madness feat. Afrojack
4. Unfair World
5. J.S.B. DREAM

#### DISC-3
- 2015 a-nation stadium fes. 0823（大阪・ヤンマースタジアム長居）
  - STORM RIDERS feat. SLASH
  - O.R.I.O.N.
  - Eeny, meeny, miny, moe!
  - 花火
  - a-nation 2015 Special MIX by PKCZ®
    - PLAY THAT
    - BURNING UP -PKCZ® Remix-
    - S.A.K.U.R.A. -PKCZ® Remix-
    - Waking Me Up -PKCZ® Remix-
    - Summer Madness -PKCZ® Remix-

  - Summer Madness feat. Afrojack
  - (YOU SHINE) THE WORLD
  - 君の瞳に恋してる -Can't Take My Eyes Off You-
  - J.S.B. DREAM
  - Unfair World
  - R.Y.U.S.E.I.